# Parasphénoïde
Le parasphénoïde est un os crânien présente chez de nombreux vertébrés'. 
Chez de nombreux sauropsides (incluant les oiseaux), il fusionne avec l'os phénoïde de base endochondrale (dérivé du cartilage) du neurocrâne inférieur, formant un os connu sous le nom de parabasisphénoïde. Les premiers mammifères ont un petit parasphénoïde, mais pour la plupart, sa fonction est remplacée par l'os du vomer. Le parasphénoïde a été perdu chez les mammifères placentaires et les amphibiens du groupe des cécilies.
C'est un os dermique non apparié qui se trouve sur la ligne médiane du toit de la bouche. Il s'étend depuis le basioccipital jusqu'à la région ethmoïdienne. Cet os appartient à l'endocrâne, une structure qui protège et soutient le cerveau. Il est formé par ossification membranaire, c'est-à-dire qu'il se développe directement à partir d'un tissu conjonctif embryonnaire. 
Le parasphénoïde contribue au renforcement de la base du crâne et participe à la configuration des fosses nasales et de la cavité buccale.